# Takehisa Sakamoto
Takehisa Sakamoto (født 26. august 1971) er en tidligere japansk fodboldspiller.
Han har spillet for flere forskellige klubber i sin karriere, herunder Ventforet Kofu.